# Homodes lassula
Homodes lassula là một loài bướm đêm trong họ Noctuidae.